# Bressingham
Bressingham – wieś w Anglii, w hrabstwie Norfolk, w dystrykcie South Norfolk. Leży 34 km na południowy zachód od Norwich i 125 km na północny wschód od Londynu.
Miejscowość liczy 751 mieszkańców.